# Марку Вашконселуш
Марку Паулу Перейра Вашконселуш (порт. Marco Paulo Pereira Vasconcelos; народився 7 листопада 1971 у м. Фуншалі, Мадейра, Португалія) — португальський бадмінтоніст. 
Учасник Олімпійських ігор 2000 у Сіднеї, Олімпійських ігор 2004 в Афінах та Олімпійських ігор 2008 у Пекіні. Учасник чемпіонатів світу 2003, 2007, чемпіонатів Європи 2004, 2006, 2008.
Чемпіон Португалії в одиночному розряді (2000, 2001, 2002, 2003, 2004, 2005), в парному розряді (1990, 1996, 2000, 2001, 2002, 2004, 2005, 2006).
Переможець Israel International в парному розряді (1990). Переможець Fiji International в одиночному розряді (2007).